# 阿兰·赫顿
安東尼·"阿倫"·侯頓（英語：Anthony "Alan" Hutton，1984年11月30日—）是一名前蘇格蘭職業足球員，司職右後衛，最後效力於阿士東維拉，亦是前蘇格蘭國家隊成員。

## 球員生涯
格拉斯哥流浪
阿倫·侯頓在蘇格蘭格拉斯哥Penilee出生，2002年12月22日首次披起流浪戰衣，在一場聯賽賽事中出戰蘇超球隊。他下一個上陣機會要等到2003年-2004年的球季才出現，該季他總共出場11次，其中在2004年3月23日主場面對鄧弗姆林一役攻入他職業生涯中首個進球。在緊接的2004年-2005年球季，流浪贏取聯賽及聯賽盃兩項錦標，然而阿倫·侯頓在2005年2月面對時斷腳，須養傷達八個月。2005年-2006年球季，流浪表現欠佳，無緣晉身各項盃賽決賽之餘，聯賽排名亦僅列第三。面對荷蘭籍球員 费尔南多·里克森（Fernando Ricksen）競爭的阿倫·侯頓在該季出場僅23次。
2007年夏季， 阿倫·侯頓與球隊簽約五年，並在接著的2007年-2008年球季季初表現卓越，協助球隊在歐聯分組賽曾擊敗及里昂。
熱刺
2008年1月，球員轉會市場重開，英格蘭球隊熱刺向流浪洽購阿倫·侯頓，轉會費約為800萬英鎊，然而他對此交易不表興趣。熱刺只好提高收購價，無奈阿倫·侯頓依然拒絕加盟。直至1月30日，轉會費提高至約900萬，交易方告順利完成。三日後，球隊賽和曼聯1-1，阿倫·侯頓在該仗首度登場。。同年2月24日上演的聯賽盃決賽中，熱刺以2-1擊敗奪標，他亦有份上陣參與其中。
2010年2月1日被外借到新特蘭直到球季結束。
阿士東維拉
2011年8月31日阿倫·侯頓轉投另一支英超球隊阿士東維拉，簽約四年，沒有透露轉會費金額。
2018-19球季後，侯頓離開阿士東維拉，並在2020年2月19日止式宣佈退役
。

## 國際賽
阿倫·侯頓曾代表蘇格蘭21歲以下國家隊及國家隊B對參加比賽。2007年5月11日，蘇格蘭國家隊領隊 麥利殊（Alex McLeish）徵召他和當時流浪的隊友查理·亞當（Charlie Adam）入伍，代表球隊出戰奧地利（友誼賽）和法羅群島。對奧地利一役中，阿倫·侯頓後備入替老將 亞歷山大，首度披上國家對戰衣上陣。他在國家隊的首場大型比賽是同年九月由蘇格蘭對立陶宛的一場歐洲國家杯外圍賽。一個月後，蘇格蘭在巴黎的王子公園體育場擊敗法國，阿倫·侯頓亦是隊中一員。

## 榮譽
流浪
- 蘇格蘭超級聯賽 2004–05（英语：Scottish Premier League 2004-05）

熱刺
- 英格蘭聯賽盃: 2007–08（英语：Football League Cup 2007–08）

## 外部連結
- 熱刺官方網頁 （页面存档备份，存于）
- 足球数据库：阿兰·赫顿的球员统计数据
- SFA Profile: Alan Hutton